# Хидалго
Хидалго (шп. Hidalgo), држава је у централном Мексику, северно од града Мексика. Основана је 1869. године. Име је добила по Мигелу Идалгоу, свештенику који је позвао народ на почетак Мексичког рата за независност.
Граничи се са државом Сан Луис Потоси на северу, Пуеблом и Веракруз на истоку, на југу са Тласкалом и Мексиком, и на западу са државом Керетаро. 
Држава има површину од 20.813 km² и око 2,3 милиона становника. Главни град је Пачука де Сото. Најпознатија туристичка атракција државе је археолошко налазиште Тула које је некада било престоница државе Толтека. 
Привреда Државе Хидалго се заснива на рударству (сребро, злато, олово, бакар, цинк).

## Становништво
| 1990.     | 1995.     | 2000.     | 2005.     | 2010.     |
| --------- | --------- | --------- | --------- | --------- |
| 1.888.366 | 2.112.473 | 2.235.591 | 2.345.514 | 2 665 018 |